# Picot de clatell groc petit
El picot de clatell groc petit (Picus chlorolophus) és un picot, per tant un ocell de la família dels pícids (Picidae), que habita la selva i altres formacions boscoses de l'Àsia meridional i Oriental, a l'Índia, Sri Lanka, el Nepal, Bangladesh, sud del Tibet, sud i est de la Xina, Hainan, Myanmar i a través del Sud-est Asiàtic fins a Sumatra.